# Roșiori (gmina w okręgu Bacău)
Roșiori – gmina w Rumunii, w okręgu Bacău. Obejmuje miejscowości Misihănești, Negușeni, Poieni, Roșiori, Valea Mare i Valea Mică. W 2011 roku liczyła 2097 mieszkańców.